# Iglesia de Santiago Apóstol (Puebla de Vallbona)
La iglesia de Santiago Apóstol fue la primera iglesia que se construyó en Puebla de Vallbona. No se sabe exactamente la fecha de construcción pero se cree que fue construida a los pocos años de nacer la población (1304).
En la historia de esta iglesia se distinguen tres grandes etapas: la primera, que fue una edificación pequeña, de estilo  gótico, y decorada con pinturas que datan del siglo XV: la segunda etapa, a partir del siglo XVII, en la que se añadieron varias capillas al estilo  barroco, estilo dominante en la época; y en la tercera etapa, que es la que llega hasta nuestros días, en la que la iglesia ha sido ampliada gracias a la adquisición de nuevos terrenos donde se edifican nuevas capillas, un crucero y una cúpula de estilo neoclásico-corintio, y además, una torre campanario de base hexagonal.
Sobre la primera iglesia que se construyó no se tienen datos de las medidas y el aspecto que pudiera tener, pero se sabe que no fue hasta el siglo XVII cuando se le añadieron las capillas, así que se puede pensar que la antigua iglesia ocupaba lo que hoy en día es la nave central, de unos 23 metros de longitud y 10 m de anchura.